# Rouhling
Rouhling là một xã trong vùng Grand Est, thuộc tỉnh Moselle, quận Sarreguemines, tổng Sarreguemines-Campagne. Tọa độ địa lý của xã là 49° 08' vĩ độ bắc, 07° 00' kinh độ đông. Rouhling nằm trên độ cao trung bình là 344 mét trên mực nước biển, có điểm thấp nhất là 241 mét và điểm cao nhất là 350 mét. Xã có diện tích 6,02 km², dân số vào thời điểm 1999 là 1957 người; mật độ dân số là 325 người/km².

## Thông tin nhân khẩu
| 1962  | 1968  | 1975  | 1982  | 1990  | 1999  | 2004  |
| ----- | ----- | ----- | ----- | ----- | ----- | ----- |
| 1 926 | 1 927 | 1 897 | 1 920 | 1 915 | 1 957 | 2 007 |